# Resplendor
Resplendor là một đô thị thuộc bang Minas Gerais, Brasil. Đô thị này có diện tích 1072,112 km², dân số năm 2007 là 17024 người, mật độ 15,5 người/km².